# Dolmen von Lácara

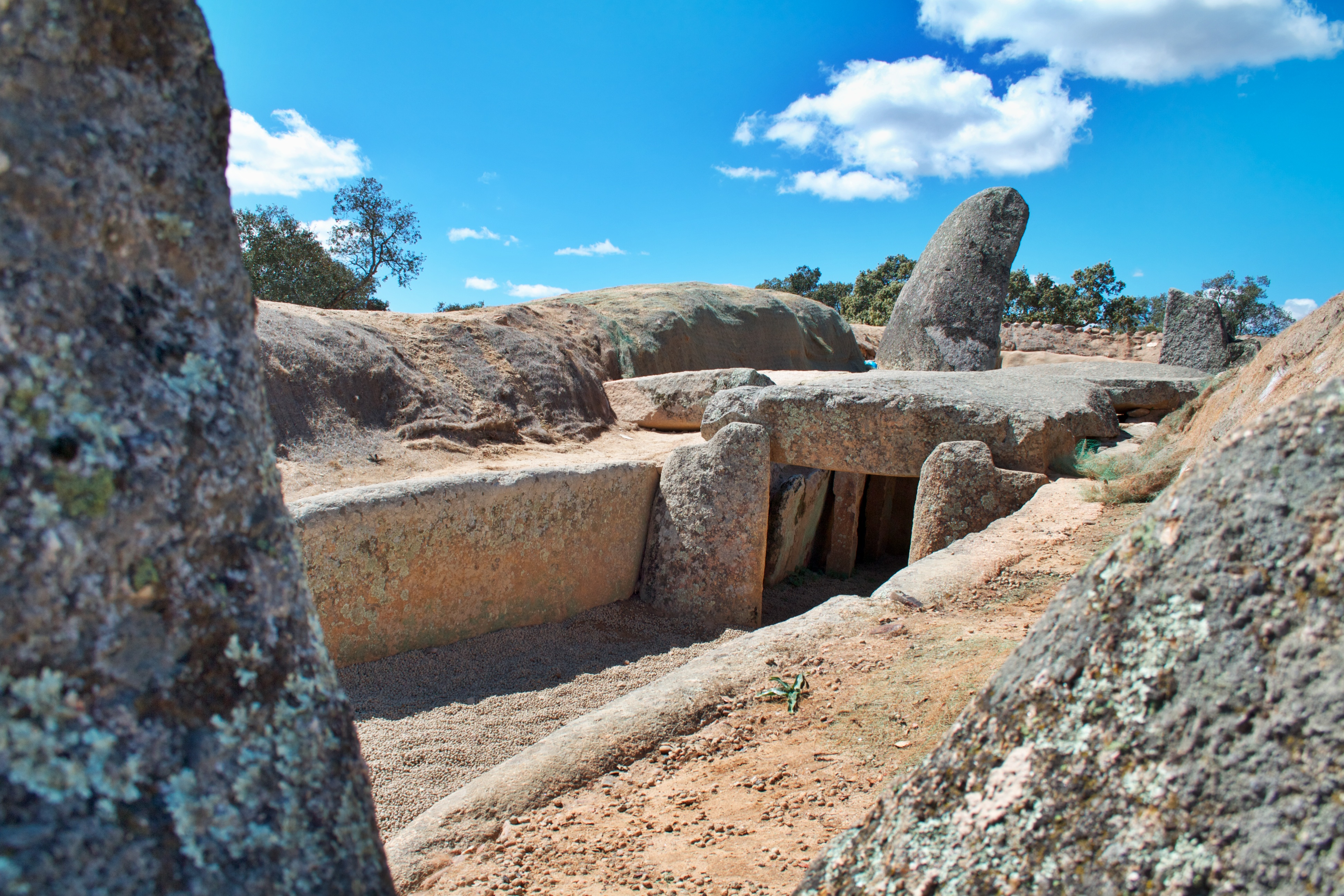
Dolmen von Lácara

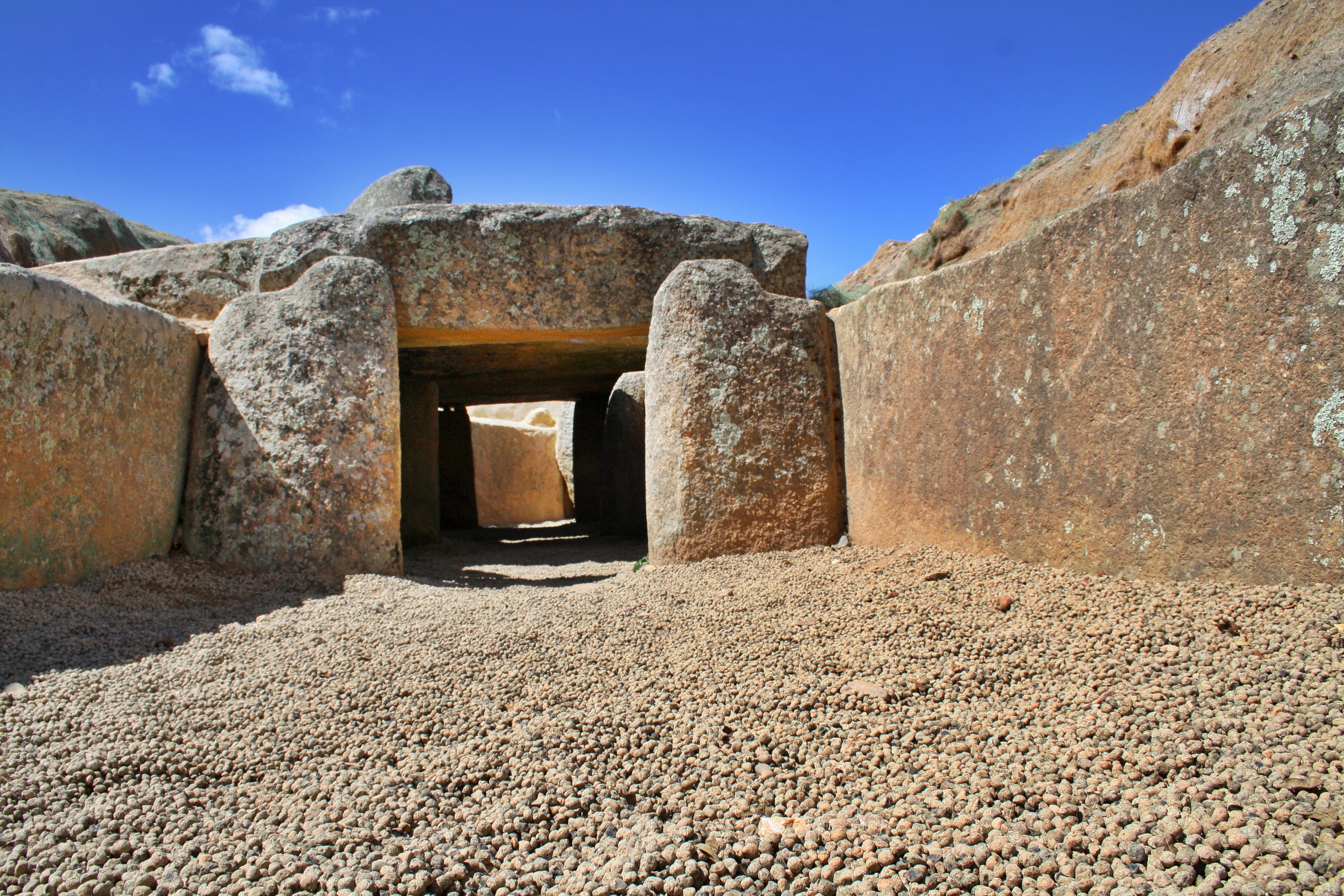
Zugang mit Seitensteinen

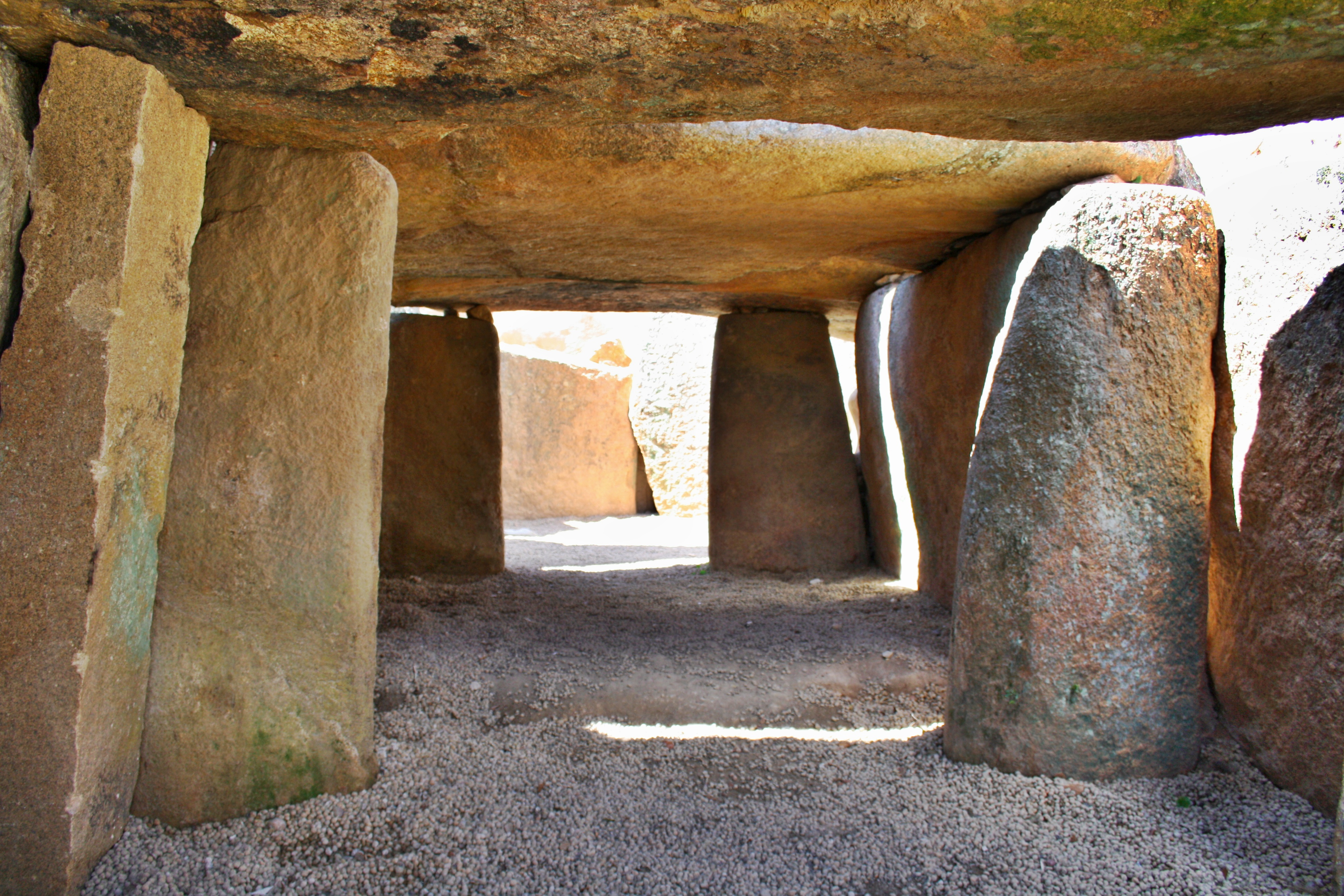
Rückwärtiger Teil des Ganges

Der Dolmen von Lácara (auch Dolmen del prado de Lácara genannt) in der Autonomen Region Extremadura im Süden Spaniens ist eine Megalithanlage, die im benachbarten Portugal als Anta bezeichnet wird. Das Ganggrab ist das größte in der Extremadura und – neben einigen Megalithbauten im portugiesischen Distrikt Évora – eines der größten auf der Iberischen Halbinsel. Es stammt aus der späten Jungsteinzeit oder der frühen Kupferzeit (ca. 4200–3500 v. Chr.)

## Lage
Der Dolmen von Lácara liegt nordwestlich der Stadt Mérida ca. 400 m südlich der Straße zwischen den Orten Aljucén und La Nava de Santiago in einer Höhe von ca. 250 m.

## Anlage

### Tumulus
Der Dolmen war ursprünglich von einem Grabhügel (tumulus) mit 20 bis 25 m Durchmesser und 8 bis 10 m Höhe aus Steinen und Erde bedeckt, von welchem jedoch so gut wie nichts mehr erhalten ist. Allerdings wurden bei Ausgrabungen in den 1950er Jahren einige Steine der Umfassungsmauer freigelegt.

### Grabbau
Das eigentliche Grab besteht aus sorgfältig behauenen und geglätteten Steinen und setzt sich zusammen aus einer nahezu mittig gelegenen, annähernd runden Kammer und einem knapp 15 m langen, aber nur ca. 1,50 m hohen Gang. Von der einst etwa 5 m hohen Grabkammer mit einem Durchmesser von ebenfalls etwa 5 m sind die seitlichen Orthostaten bis auf zwei längere Exemplare nur als Stümpfe erhalten, wohingegen der oder die Deckensteine völlig fehlen. Relativ vollständig erhalten ist dagegen der rückwärtige Teil des Ganges mit einem eingezogenen, quadratischen Portal und vier von fünf horizontal aufliegenden Deckensteinen. Der hintere Teil des Ganges ist durch zwei Seitensteine symbolisch vom vorderen ebenso getrennt wie die Kammer vom Gang. Bei den Ausgrabungen wurden in der Umgebung mehrere zerschlagene Steine gefunden, die zur Anlage gehörten, darunter wohl auch Reste des zertrümmerten Decksteins.